# Agência Central de Estatísticas da Etiópia
A Agência Central de Estatísticas da Etiópia (conhecida como CSA; em amárico የማዕከላዊ ስታቲስቲክስ ኤጀንሲ, Yämaʿəkälawi sətatisətikəsə ejänəsi) é um órgão do governo etíope responsável por realizar pesquisas estatísticas e censos populacionais da Etiópia.
Até 9 de março de 1986 era chamada de Departamento Central de Estatística.
Em 21 de novembro de 2006, o CSA ficou conhecido pelo Banco Mundial por ser a melhor agência de governamental de informação estatística da África subsariana.